# Kattuggeltjärnen
Kattuggeltjärnen är en sjö i Bergs kommun i Jämtland och ingår i Ljusnans huvudavrinningsområde.